# 富川FC 1995
富川FC 1995（プチョンFC 1995、朝鮮語: 부천 FC 1995、英語: Bucheon FC 1995）は、韓国の京畿道富川市をホームとするプロサッカークラブである。ホームスタジアムは富川総合運動場。

## 歴史
以前、富川市をホームとするクラブとして富川油公（後に富川SK）が存在していた（1996年～2000年は競技場建設のためソウル特別市内で試合を行っていた。）が、2006年に済州特別自治道に移転し済州ユナイテッドFCとなった。ホームクラブを失うこととなったサポーターが設立したのが富川FC 1995である。クラブ名の1995は富川油公のサポーターズクラブが設立された1995年に由来する。
2007年に設立されたK3リーグ/チャレンジャーズリーグに2008年から2012年まで参戦し、Kリーグに初めて昇降制度が導入されたシーズンである2013年にKリーグに加盟し、2部リーグのKリーグチャレンジに参戦した。現在までKリーグ1への昇格経験はない。 
同様にビッグクラブの意向に反発して設立されたクラブである、イングランド・ノーザンプレミアリーグ・プレミアディヴィジョン（7部相当）のFCユナイテッド・オブ・マンチェスターと提携を結んでおり、2009年に親善試合を行った。

## 過去の成績
| シーズン | ディビジョン | ディビジョン | ディビジョン | ディビジョン | ディビジョン | ディビジョン | ディビジョン | ディビジョン | ディビジョン | 韓国FAカップ |
| シーズン | リーグ       | 試           | 勝           | 分           | 敗           | 得           | 失           | 点           | 順位         | 韓国FAカップ |
| -------- | ------------ | ------------ | ------------ | ------------ | ------------ | ------------ | ------------ | ------------ | ------------ | ------------ |
| 2013     | Kチャレンジ  | 35           | 8            | 9            | 18           | 45           | 61           | 33           | 07位         | 2回戦敗退    |
| 2014     | Kチャレンジ  | 36           | 6            | 9            | 21           | 33           | 52           | 27           | 10位         | ベスト32     |
| 2015     | Kチャレンジ  | 40           | 15           | 10           | 15           | 43           | 45           | 55           | 05位         | ベスト32     |
| 2016     | Kチャレンジ  | 40           | 19           | 10           | 11           | 49           | 33           | 67           | 03位         | 準決勝敗退   |
| 2017     | Kチャレンジ  | 36           | 15           | 7            | 14           | 50           | 46           | 52           | 05位         | ベスト16     |
| 2018     | Kリーグ2     | 36           | 11           | 6            | 19           | 37           | 50           | 39           | 08位         | 3回戦敗退    |
| 2019     | Kリーグ2     | 36           | 14           | 9            | 13           | 49           | 51           | 51           | 04位         | 3回戦敗退    |
| 2020     | Kリーグ2     | 27           | 7            | 5            | 15           | 19           | 36           | 26           | 08位         | 2回戦敗退    |
| 2021     | Kリーグ2     | 36           | 9            | 10           | 17           | 32           | 53           | 37           | 010位        | 3回戦敗退    |

## 歴代監督
- グヮクチャンギュ 2008-2011
- 郭慶根 2012-2013
- 崔震澣（朝鮮語版） 2014-2015
- 宋先浩（朝鮮語版） 2015-2016
- 鄭甲錫（朝鮮語版） 2017-2018
- 宋先浩（朝鮮語版） 2018-2020
- 李永敏（朝鮮語版） 2021-

## 歴代所属選手

### GK
- 權正赫 2016

### DF
- 金泳徹 2010-2011
- 柳大鉉 2014-2016
- 韓熙訓 2016
- 朴建 2018-

### MF
- 秦昌守 2016-2018
- ニルソン 2017-2019
- 室伏航 2021-

### FW
- ロドリゴ・パラナ 2014-2015
- ルキアン 2015-2016
- ワギニーニョ 2016-2017
- 丁成勳 2017
- ウィリアン・ポッピ 2018
- ロドリゴ・マラニョン 2019
- ジェフェルソン・バイアーノ 2020
- クリスラン 2021-